# Abr Arvan
Abr Arvan ( persan : ابر آروان) est un réseau de distribution de contenu iranien et une société de services cloud. À partir de 2020, il a fourni des services cloud gratuits à 300 entreprises iraniennes. Il fournit également la VOD, radar (disponibilité du réseau),, stockage d'objets  infrastructure en tant que service  et la plate-forme en tant que service à ses acheteurs. Selon Donya-e-Eqtesad, cette société fournit l'écosystème cloud pour l'Iran. Abr Arvan comptait cinquante mille clients en 2020. Basé sur W3techs Abr Arvan est maintenant le huitième fournisseur de CDN au monde,.
Abr Arvan serait selon le chercheur Amin Rashidi «le premier fournisseur d'infrastructure cloud et le premier réseau de diffusion de contenu en Iran».

## Autres produits
- Services de streaming [12],[13]
- systèmes de noms de domaine cloud [2]
- centre de données [14]
- Atténuation du DDOS [15].